# 比亚
比亚是“暴力”的拟人化神，她是帕拉斯和斯梯克斯的女儿。她也是尼刻（“胜利”）、克拉托斯（“力量”）和泽洛斯（“热诚”）的姊妹，他们在泰坦战争中为宙斯效力，获得很高的荣耀，成为了宙斯永远的同伴。根据埃斯库罗斯在《被缚的普罗米修斯》中的剧情，她同克拉托斯及赫淮斯托斯一起束缚了普罗米修斯。

## 比亞的劣行和命運
由於他曾經剝奪普羅米修斯的人身自由，所以在普羅米修斯恢復自由之後，便被忒弥斯下令懸樑自殺。